# Complesso coniugato
In matematica, si definisce complesso coniugato (o coniugio) di un numero complesso il numero ottenuto dal primo cambiando il segno della parte immaginaria. Pensando il numero complesso come punto del piano complesso, il suo complesso coniugato è il punto riflesso rispetto all'asse reale.

## Definizione
Dato il numero complesso
{\displaystyle z=x+iy,}
dove x e y sono numeri reali ed i è l'unità immaginaria, il complesso coniugato di {\displaystyle z} si indica con {\displaystyle {\bar {z}}} o {\displaystyle z^{*}} ed è definito da
{\displaystyle {\bar {z}}=z^{*}=x-iy.}
Per un numero complesso dato in forma esponenziale
{\displaystyle z=re^{i\phi },}
con {\displaystyle r>0,\ \phi \in \mathbb {R} }, il complesso coniugato è
{\displaystyle {\bar {z}}=z^{*}=re^{-i\phi }.}

## Proprietà
La coniugazione complessa è un automorfismo del campo dei numeri complessi {\displaystyle \mathbb {C} }, in altre parole: l'applicazione {\displaystyle z\mapsto {\bar {z}}} è una funzione biettiva dei numeri complessi con le seguenti proprietà:
{\displaystyle {\overline {z\pm w}}={\bar {z}}\pm {\bar {w}}\qquad } e {\displaystyle \qquad {\overline {zw}}={\bar {z}}{\bar {w}},\qquad } per ogni {\displaystyle z,w\in \mathbb {C} .}
Si hanno inoltre le seguenti relazioni fra complesso coniugato, inverso, valore assoluto, forma esponenziale e parte reale ed immaginaria: per ogni {\displaystyle z\in \mathbb {C} }, si ha
{\displaystyle {\overline {z^{-1}}}=({\bar {z}})^{-1},}
{\displaystyle z{\bar {z}}=|z|^{2},}
{\displaystyle z^{-1}={\frac {\bar {z}}{|z|^{2}}},}
{\displaystyle {\overline {re^{i\theta }}}=re^{-i\theta },\quad {\text{con }}z=re^{i\theta },}
{\displaystyle z+{\bar {z}}=2\operatorname {Re} (z),}
{\displaystyle z-{\bar {z}}=2i\operatorname {Im} (z).}
Inoltre se un polinomio {\displaystyle p(x)} a coefficienti reali ha una radice (complessa) {\displaystyle \lambda } allora anche {\displaystyle {\overline {\lambda }}} è una radice di {\displaystyle p(x)}. Infatti per quanto detto in precedenza si ha che
{\displaystyle p({\overline {\lambda }})={\overline {p(\lambda )}}=0.}
Questo fatto è noto come teorema delle radici complesse coniugate.